# Опунция скрученноколючковая
Опунция скрученноколючковая (лат. Opuntia streptacantha) — кактус из рода опунция. Может переносить температуры ниже нуля в местообитаниях, где наблюдается сезонное похолодание. Видовой эпитет streptacantha происходит от греческих слов στρεπτος — «скрученный» и ἅκανθα — «колючка».

## Описание
Опунция скрученноколючковая — кустообразное или древовидное растение от 2 до 4 метров в высоту, ствол достигает до 40 сантиметров в диаметре. Сегменты удлинённо-овальные, сжатые, тёмно-зелёные, от 25 до 30 сантиметров в длину и от 14 до 18 сантиметров в ширину. Ареолы несут один или два длинных наклонных волоска и желтовато-красные глохидии. Колючки, в количестве от трёх до девяти, беловато-серые, темнеющие с возрастом, в длину от 5 миллиметров до 6 сантиметров.
Цветки красновато-желтые или красновато-оранжевые от 6 до 9 сантиметров в длину. Плоды круглые или яйцеобразные от 3 до 5 см в длину, покрыты короткими глохидиями.

## Распространение
Опунция скрученноколючковая широко распространена в мексиканских штатах Коауила, Нуэво-Леон, Сан-Луис-Потоси, Тамаулипас, Сакатекас, Керетаро, Идальго и Гуанахуато, где растёт на высоте от 1600 до 2400 метров над уровнем моря.
Первое описание было опубликовано в 1839 году Шарлем Лемером.
МСОП и Красная книга классифицируют этот вид как «таксон низкого риска» (LC). Он занесён в список видов, не находящихся под угрозой исчезновения. Развитие популяции остаётся стабильным.